# 주쿄 TV 방송
주쿄 텔레비전 방송(일본어: 中京テレビ放送株式会社 주쿄테레비호소카부시키카이샤[*])은 1969년 4월 1일 일본 아이치현에서 4번째로 개국한 민영방송국으로 아이치 현과 기후현 및 미에현 지역을 가시청권으로 하고 있다.
약칭은 CTV, 콜사인은 JOCH-DTV이다.

## 역사
- 1968년 3월 1일 - 주쿄 UHF 텔레비전방송 주식회사설립.
- 1969년 4월 1일 - 니혼TV와 NET-TV(주식회사 일본교육TV, 현·TV 아사히)와의 크로스 네트워크 방송국으로 개국했다.
  - 주쿄광역권에서 처음으로, 일본에서 4번째로 방송국 개국과 동시에 컬러 텔레비전 방송을 시작했다.
  - 개국 당시 간사이 지역 준 중심방송국은 요미우리 TV 방송과 마이니치 방송.
- 1969년 10월 1일 - 도쿄 12채널(=현·TV도쿄)프로그램 방송 개시(1983년 8월 31일까지).
- 1970년 1월 - 이 해 발족한 ANN에나고야 방송(당시)과 함께 가맹(1973년 3월 31일까지).
- 1970년 4월 1일 - 주쿄 텔레비전방송 주식회사로 회사명 변경.
- 1971년 4월 - 이른 아침에 방송 개시(그 전에는 편성문제로 오전 9시 전후에 방송을 시작했다.)
- 1973년 4월 1일 - 니혼TV 계열국이 되었으나 TV 아이치 개국 전까지는 일부 도쿄 12 채널 계열 프로그램도 계속 방송하였다.
  - 동시에 NNN에 가맹.
  - 동시에 요미우리TV를 간사이 지역 준 중심방송국으로 삼는다.
- 1979년 6월 15일 - 음성다중방송 개시.
- 1983년 9월 1일 - TV 아이치 개국에 따라 니혼TV 완전가맹국이 된다.
- 2003년 12월 1일 - 지상파 디지털 텔레비전 방송 개시.
- 2006년 4월 1일 - 원세그개시.
- 2011년 7월 25일 - 지상파 아날로그 텔레비전 방송 완전 종료.
- 2016년 11월 - 사사이마라이브24 지구 신사옥으로 본사 이전과 동시에 CI변경.

## 네트워크 변천사
- 1969년 4월 1일 - 개국.나고야 방송와 맺은 니혼TV·NET TV의 인기없는 프로그램을 공급 받는다는 불합리한 계약때문에 경영상태가 좋지 않았다.
- 1969년 10월 1일 - 도쿄 12채널과 네트워크 관계를 맺게되고 이 계약을 통해 주쿄광역권의 12채널 계열국으로 자리매김했다.
- 1970년 1월 1일 - 나고야 방송과 함께 ANN에 가맹한다.뉴스는 ANN중심, 프로그램은 3개 방송국 프로그램을 조합한 편성체계를 이루었다.
- 1970년 4월 - 나고야 방송이 황금 시간대에 니혼TV계 프로그램을, 주쿄 TV가 황금시간대에 NET-TV와 도쿄12채널의 프로그램을 방송한다는 계약을 맺었다.
- 1972년 - 나고야 방송과 함께 NNS에 가맹.
- 1972년 9월 - 나고야 방송이 주쿄TV와 맺은 협정을 무시하고 토요일 황금시간대에 NET-TV의 프로그램을 방송하기 시작한다.
- 1972년 12월 28일 - 니혼TV 네트워크 가맹국이 주쿄 TV로 정해진다.
- 1973년 4월 1일 - ANN을 탈퇴하면서 NET-TV의 프로그램이 중단되고 NNN에 가맹하는 동시에 NNS의 주교광역권중심국이 되면서 니혼TV 계열국으로서 재출발하지만 도쿄 12채널의 일부 프로그램은 방송을 계속했으며 동시에 간사이 지역 준 중심방송국을 요미우리 TV 방송으로 결정.
- 1983년9월 1일 - TV 아이치 개국에 따라 TV도쿄 계열 프로그램 방송이 중단되면서 니혼TV 완전가맹국이 된다.

## 특징
- 주쿄광역권을 방송구역으로 삼는 아이치 현의 민영 텔레비전 방송국 4곳 중 유일하게 네트워크 중심방송국과 디지털 텔레비전 가상 채널번호가 같다.(두 방송국 모두 4번)
- 개국당시에는 NET TV(현재의 TV 아사히)의 프로그램도 같이 방송하는 크로스넷 방송국이었다.
- 개국 당시의 정식명칭은 주쿄 UHF 텔레비전방송 주식회사(中京ユーエッチエフテレビ放送株式会社 주쿄유엣치에후테레비호소카부시키카이샤[*])였다.

## 아이치현에 있는 다른 방송국

### 텔레비전 방송국
- NHK 나고야 방송국(라디오 겸영)
- 도카이 TV(THK)(후지 TV계열)
- 주부닛폰 방송(CBC)(TV는 도쿄 방송 계열, 라디오는 JRN 계열)
- 나고야 TV 방송(NBN)(TV 아사히 계열)
- TV 아이치(TVA)(TV 도쿄계열, 아이치현만 방송구역)

### 라디오 방송국
- 도카이 라디오 방송(SF)(NRN 계열, 기후현·미에현도 방송구역에 포함)
- FM아이치(JFN 계열, 아이치현만 방송구역)
- ZIP-FM(JAPAN FM LEAGUE 계열, 아이치현만 방송구역)
- Radio NEO(MegaNet 계열)